# Бабердин, Валерий Васильевич
Василий Васильевич Бабердин (28 октября 1948, Стерлитамак, Башкирская АССР — 2 октября 2003, Ашулук, Астраханская область) — советский и российский космонавт и журналист. Опыта полетов не имеет.

## Биография
Родился 28 октября в Стерлимаке. В 1951 году семья Бабердиных переехала в Ногинск.
Окончил среднюю школу, после чего в 1971 году окончил электромеханический факультет Военно-инженерной академии им. В. В. Куйбышева в Москве и получил диплом инженера-маханика. В 1977—1980 годах учился на вечернем отделении факультета журналистики Московского государственного университета имени М. В. Ломоносова.
С 1971 года работал начальником отдела технического контроля (ОТК) военно-ремонтного завода в Хабаровске; с 1975 года — старшим научным сотрудником, затем заместителем редактора журнала «Техника и вооружение». С 1983 года — старший научный консультант отдела науки, техники и космонавтики, с 1990 года — редактор отдела науки и техники газеты «Красная звезда».
Участвовал в наборе космонавтов по программе «Космос-детям». В декабре 1989 года прошёл амбулаторный (первичный) отбор в ИМБП. С января 1990 года проходил углублённое обследование в ЦВНИАГ и 11 мая 1990 года решением ГМВК был отобран для подготовки к космическому полёту (в составе группы из 6 человек). С 1 октября 1990 года по 7 февраля 1992 года проходил курс общекосмической подготовки в Центре подготовки космонавтов имени Ю. А. Гагарина. 7 февраля 1992 года решением МВКК ему была присвоена квалификация «космонавт-исследователь».
Затем работал корреспондентом информационного агентства «Интерфакс».
Заболел гепатитом во время командировки в Ашулук (Астраханская область) и 2 октября 2003 года умер. Похоронен на Богородском кладбище Ногинска.